# هيروشيما حبي
هيروشيما حبي هو فيلم من نوع دراما ورومانسية أُصدر في 1959. الفيلم من إنتاج Argos Films ‏، ومن توزيع باثى، وهو من إخراج آلان رينيه، أما السيناريو فكان من كتابة مارغريت دوراس.

## القصة
تقع أحداث الفيلم في هيروشيما. وأحداث الفيلم الرئيسية حول الطيران والقصف الذري على هيروشيما وناجازاكي. وعن قصة الحب التي جمعت ممثلةً فرنسية ذهبت إلى هيروشيما لإنجاز المشاهد الأخيرة في عملٍ درامي عن السلام، ومهندس ياباني كان موجودًا للعمل في إعادة البناء
- ايجي اوكادا
- برنار فريسون
- بيير باربو
- إيمانويل ريفا

## الإنتاج
موسيقى الفيلم التصويرية كانت من تأليف جورج ديليريي.

## وصلات خارجية
- هيروشيما حبي على موقع IMDb (الإنجليزية)
- هيروشيما حبي على موقع الموسوعة البريطانية (الإنجليزية)
- هيروشيما حبي على موقع روتن توميتوز (الإنجليزية)
- هيروشيما حبي على موقع نتفليكس (الإنجليزية)
- هيروشيما حبي على موقع قاعدة بيانات الأفلام العربية
- هيروشيما حبي على موقع ألو سيني (الفرنسية)
- هيروشيما حبي على موقع Turner Classic Movies (الإنجليزية)
- هيروشيما حبي على موقع أول موفي (الإنجليزية)
- هيروشيما حبي على موقع فيلمافينيتي (الإسبانية)
- هيروشيما حبي على موقع قاعدة بيانات الأفلام السويدية (السويدية)